# Chaitophorus chrysanthemi
Chaitophorus chrysanthemi är en insektsart. Chaitophorus chrysanthemi ingår i släktet Chaitophorus och familjen långrörsbladlöss. Inga underarter finns listade i Catalogue of Life.